# Tomis manabita
Tomis manabita es una especie de araña saltarina del género Tomis, familia Salticidae. Fue descrita científicamente por W. Maddison en 2020.
Habita en Ecuador.